# Невенка Тадић
Невенка Тадић (рођ. Кићановић, Бијељина, 1926 — Београд, 25. септембар 2023) била је српски неуропсихијатар, дечија психијатар и психотерапеут. Тадићева је била једна од водећих едукаторки у области психоаналитичке психотерапије у Србији. Написала је први уџбеник из области психопатологије деце и младих и низ књига из области психоаналитичке психотерапије.

## Биографија

### Младост
Невенка Тадић је рођена као Невенка Кићановић. Њена мајка Милица Коњевић је дошла из Лике у Бијељину са 16 година, тамо се удала и родила сина и двије кћерке. Невенкин отац Страхиња Кићановић био је богати трговац и земљопосједник из села Бродац код Бијељине, а пореклом је из Херцеговине. Деда по оцу је за време Првог светског рата био интерниран у Арад, а отац је ухапшен 1941. године од стране муслиманске милиције и предат усташа у Бијељини, одакле је одведен у Јадовно и убијен. У истом логору је убијен и њен рођени стриц.

### Професионална каријера
Невенка је дипломирала на Универзитету у Београду, Медицински факултет. Неуропсихијатрију је специјализирала у Сарајеву, гдје је радила од 1954. до 1962. године. Послије тога одлази у Београд и ради у Институту за ментално здравље до пензије. Аутор је бројних књига и чланака углавном везаних за психоанализу дјеце.
Почасни је члан оснивач Удружења за културу, уметности и међународну сарадњу „Адлигат” у Београду и један од иницијатора сарадње Удружења са Институтом за европске студије и САНУ.

## Лични живот
Невенка Тадић била је удата за српског филозофа Љубомира Тадића (умро 31. децембра 2013. године) са којим има двоје дјеце, кћерку Вјеру и сина Бориса, обоје су психолози. Борис Тадић је био предсједник Републике Србије.
Невенка Тадић је живјела у Београду.

## Архива академика Љубомира Тадића
Захваљујући њеном залагању „Адлигат” је спасао више од милион књига, које су већим делом поклањане библиотекама широм Србије и Балкана.
Невенка је у неколико наврата Удружењу „Адлигат” поклањала књиге из своје личне библиотеке, као и библиотеке свог покојног супруга, академика Љубомира Тадића. Осим тога, Удружењу је поклонила и део његове архиве, фотографије из породичних албума од историјског значаја, али и личне предмете супруга попут наочара и оловки.